# Poręba Żegoty
Poręba Żegoty (örtlich Porymba Zegoty) ist ein Dorf mit einem Schulzenamt der Gemeinde Alwernia im Powiat Chrzanowski der Woiwodschaft Kleinpolen in Polen.

## Geographie
Der Ort liegt am Bach Brodła im Krakau-Tschenstochauer Jura, auf dem Weg von Krakau zu Chełm Śląski. Die Nachbarorte sind die Stadt Alwernia im Westen, Grojec im Norden, Zalas im Nordosten, sowie Brodła im Südosten.

## Geschichte

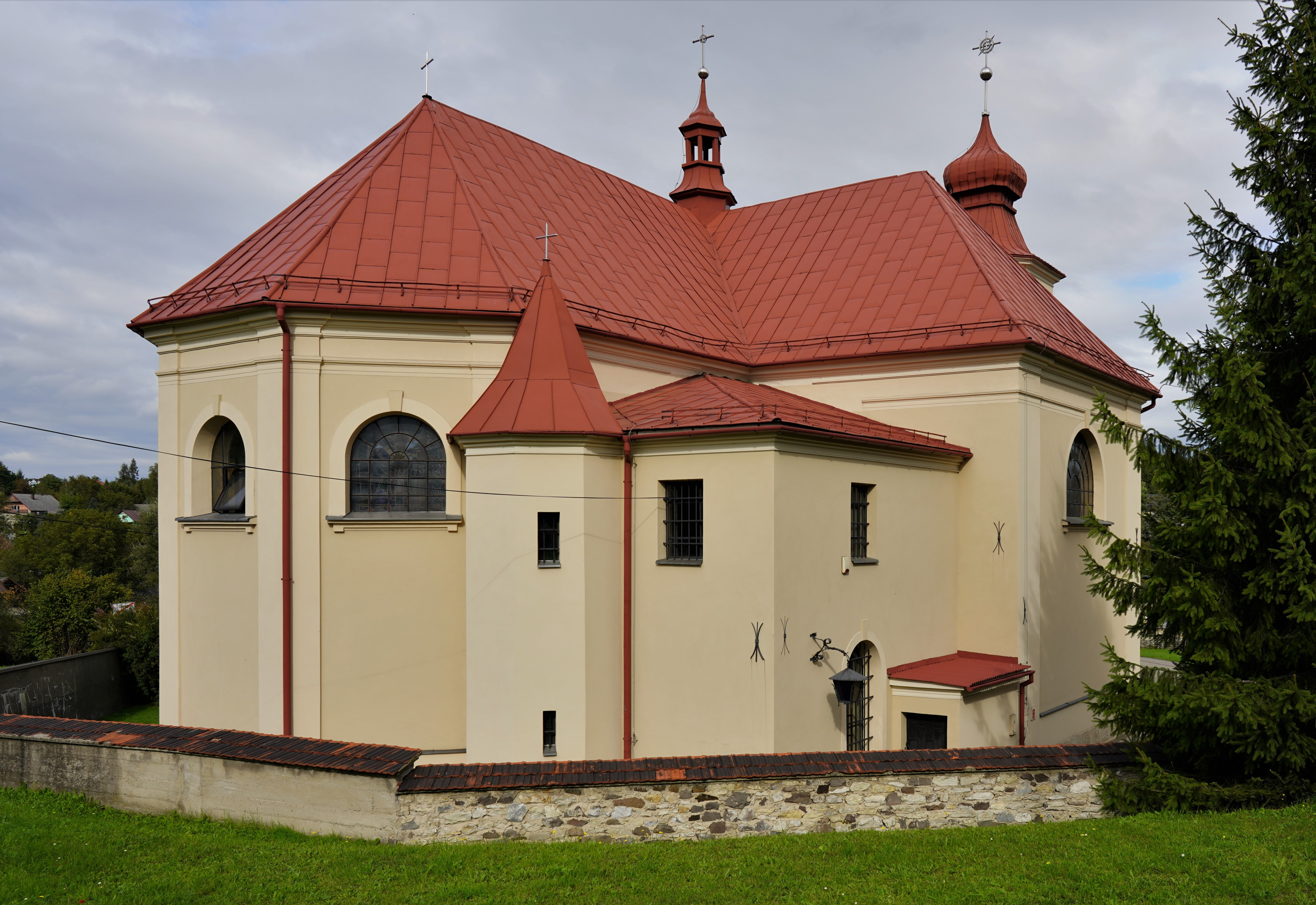
Ortskirche

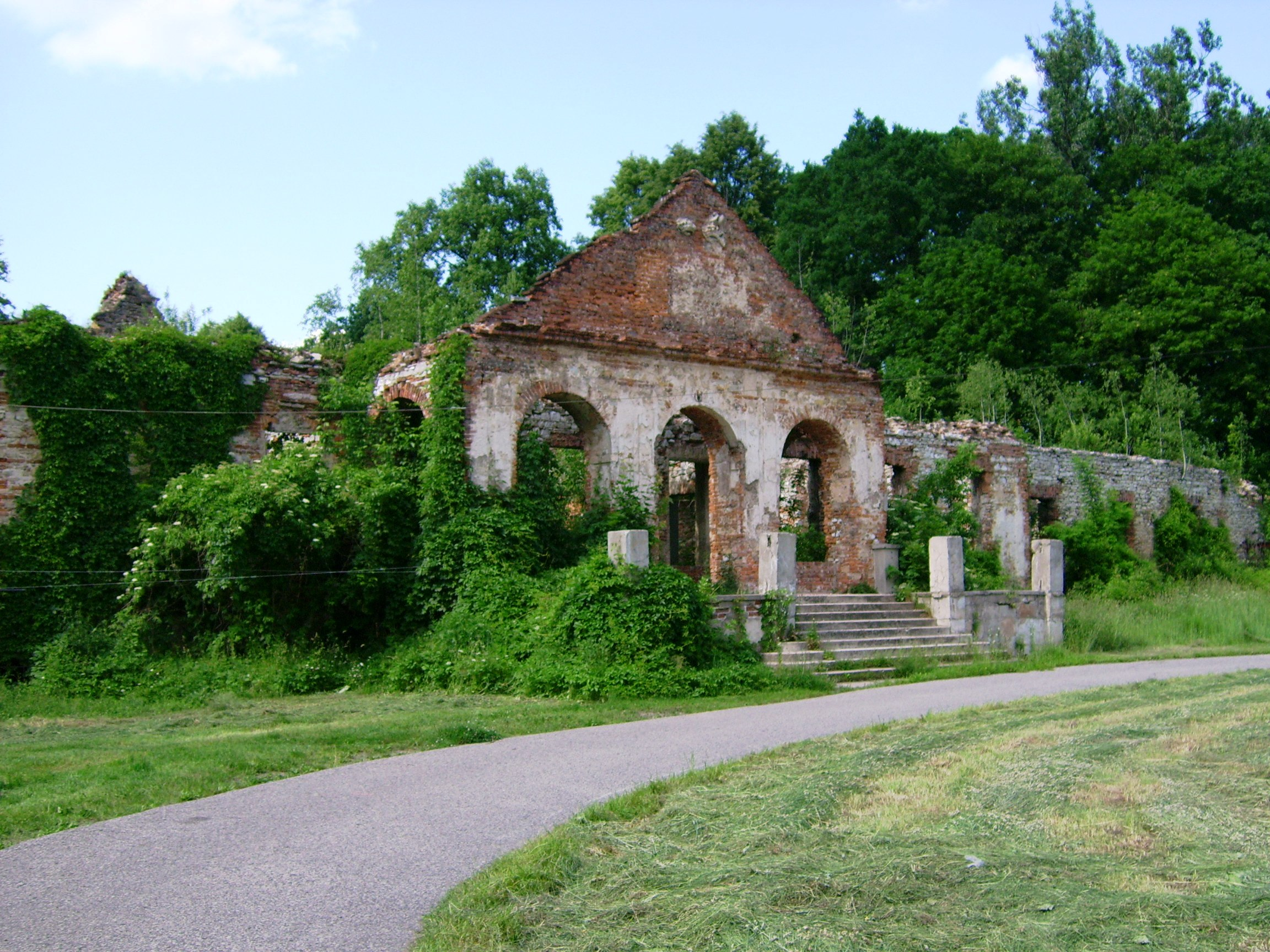
Palastruine

Der Ort wurde 1326 erstmals urkundlich erwähnt als die Pfarrei Poromba Zeuota im Peterspfennigregister im Dekanat Zator des Bistums Krakau erwähnt. Später wurde der Ort als Poramba Zegothe (1350–1351), Zaclicze de Poramba (1345–1354), Zegotha (...) fili(us) Zaclycze, here(s) de Poramba Zaclicze (1350–1358), Zegocina Poramba (1470–1480), Poremba Zegota (1787), Poręba Żegocina (1789), Poręba Żegota (1890) erwähnt. Der Name Poręba ist weit verbreitet, polnisch für „Waldlichtung“, „Kahlschlag“, die Ergänzungen Żegoty (zeitweilig Zaclicze) ist vom gemeinten Urbesitzer und slawischstämmigen Personennamen Żegota (beispielsweise 1212 als Zegota erwähnt) abgeleitet.
1616 stiftete der Dorfsbesitzer, Krzysztof Koryciński, das Bernhardinerkloster im nordwestlichen Teil des Dorfs, was zum Keim des heutigen Stadt Alwernia wurde. Ab dem späten 18. Jahrhundert im Besitz der Familie Szembek, die dort einen Palast gebaute.
Der Ort gehörte zunächst zum Königreich Polen (ab 1569 in der Adelsrepublik Polen-Litauen), Woiwodschaft Krakau, Kreis Proszowice (später Kreis Kraków). Bei der dritten Teilung Polens wurde Poręba Żegoty 1795 Teil des habsburgischen Kaiserreichs. In den Jahren 1815–1846 gehörte das Dorf zur Republik Krakau, 1846 wurde es als Teil des Großherzogtums Krakau wieder in die Länder des Kaisertums Österreich annektiert. Ab dem Jahr 1855 gehörte Poręba Żegoty zum Bezirk Chrzanów.
1918, nach dem Ende des Ersten Weltkriegs und dem Zusammenbruch der k.u.k. Monarchie, wurde Poręba Żegoty Teil Polens. Unterbrochen wurde dies nur durch die Besetzung Polens durch die Wehrmacht im Zweiten Weltkrieg. Es gehörte dann zum Landkreis Krenau im Regierungsbezirk Kattowitz in der Provinz Schlesien (seit 1941 Provinz Oberschlesien), an der Grenze des Generalgouvernements im Osten (Brodła). 1945 wurde der Palast niedergebrannt. Von 1975 bis 1998 gehörte Poręba Żegoty zur Woiwodschaft Krakau.

## Persönlichkeiten
- Włodzimierz Szembek (1883–1942), Ordenspriester, NS-Opfer